# Snauwschip

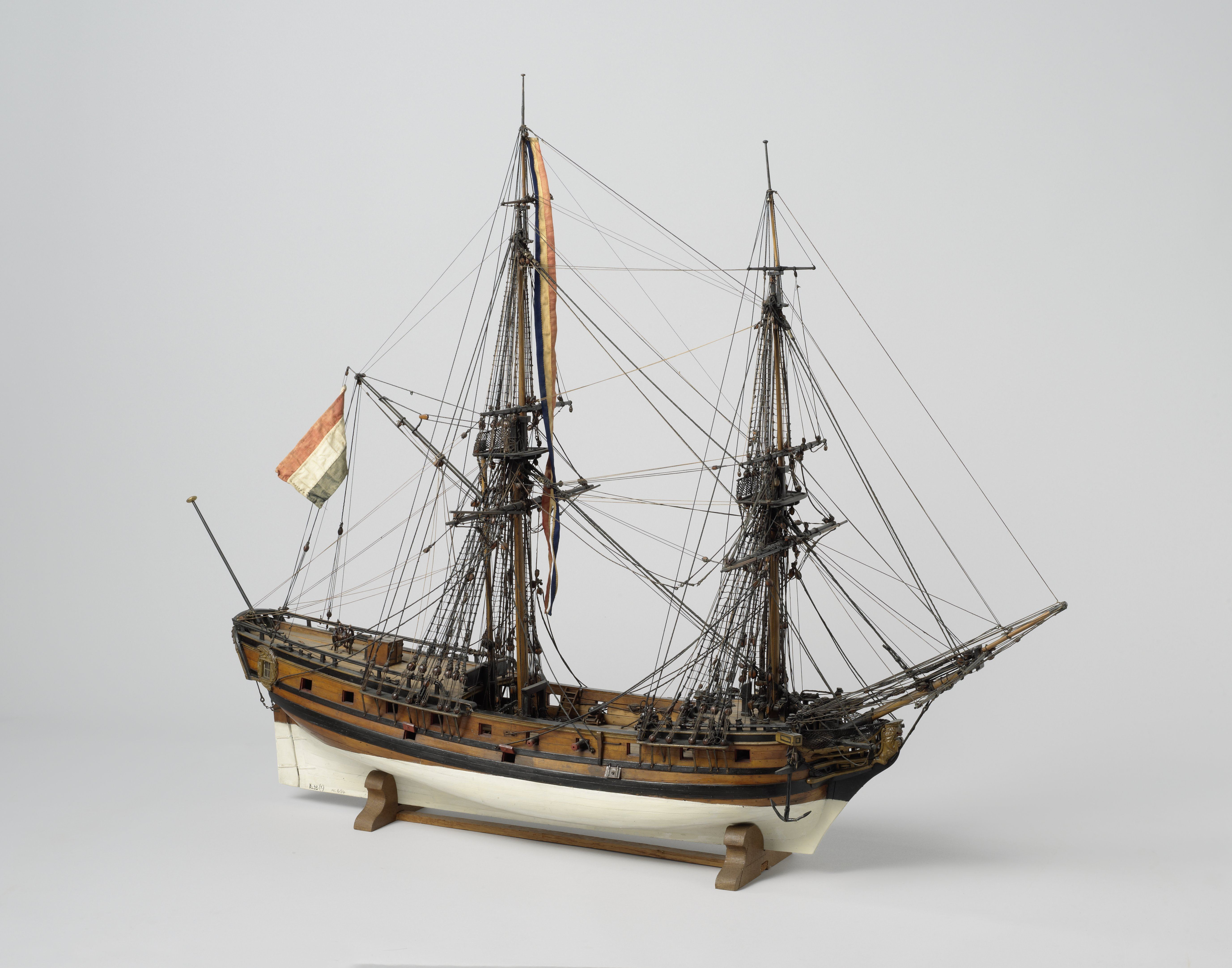
Model van een snauw in het Rijksmuseum Amsterdam

Een snauwschip of snauw was een 17e- en 18e-eeuws zeilschip voor de binnenvaart of kustvaart. Het was een tweemaster met een extra mastje direct achter de bezaansmast, de snauwmast.